# Telewizja Solidarność
Telewizja Solidarność – potoczna nazwa akcji sabotażowej polegającej na zakłócaniu emisji programu telewizji polskiej przez podziemną „Solidarność” w regionie toruńskim w PRL w 1985. Amerykański pisarz Buck Bloombecker zaliczył tę akcję do najbardziej spektakularnych aktów hakerskich świata.

## Przebieg akcji
Dzięki konstrukcji opartej na zwykłym telewizorze oraz komputerze ZX Spectrum astronom Jan Hanasz oraz jego trzej koledzy stworzyli elektroniczny system, który był w stanie emitować sygnały telewizyjne i zsynchronizować je z sygnałami nadajnika rządowego. W praktyce oznaczało to możliwość nakładania na program emitowany przez TVP prostych figur geometrycznych i napisów. Konstruktorami byli oprócz Hanasza także Zygmunt Turło i pracownik katedry radioastronomii UMK Eugeniusz Pazderski. Pierwszego „wejścia na wizję” naukowcy Jan Hanasz i Grzegorz Drozdowski, matematyk z UMK, dokonali ze sprzętu nadawczego rozłożonego w mieszkaniu usytuowanym na toruńskiej starówce.
Emisja miała miejsce dnia 14 września 1985. Wyemitowano jedynie przez cztery minuty dwa hasła z logotypem Solidarność: „Dość podwyżek cen, kłamstw i represji. Solidarność Toruń” oraz „Bojkot wyborów naszym obowiązkiem. Solidarność Toruń”. Były one widoczne na ekranach telewizorów w całej toruńskiej starówce. W zasięgu odbioru znajdowały się także koszary oraz siedziba Urzędu Spraw Wewnętrznych. Napisy pojawiły się podczas filmu o gwiazdorze MO z polskiego serialu telewizyjnego 07 zgłoś się – poruczniku Borewiczu.
Kilka dni później miała miejsce kolejna transmisja. Solidarnościowe napisy pojawiły się w czasie największej oglądalności – podczas Dziennika Telewizyjnego. Zobaczyli je w swoich telewizorach mieszkańcy 30-tysięcznego toruńskiego osiedla Rubinkowo. Działacze Solidarności nie zdążyli uciec z mieszkania i zostali złapani przez milicję. Astronomowie po odsiadce w areszcie dostali półtoraroczne wyroki w zawieszeniu. Wyrok zapadł po kilku miesiącach od aresztowania. W styczniu 1986 odbył się kongres intelektualistów w Warszawie, gdzie nagłośniono sprawę.

## Planowany rozwój akcji
Jednak Jan Hanasz postanowił rozwinąć swój pomysł dalej zamierzając ulepszyć swoją konstrukcję. W 1987 nawiązał w tym celu kontakt z fizykiem z Uniwersytetu Gdańskiego – doktorem Piotrem Kwiekiem. Pomysł tak się spodobał, że działacze gdańskiej Solidarności chcieli nawet wyprodukować kilkanaście nadajników. Nad prototypem pracowali Pazderski i Turło.
Pierwsze testy zaplanowano na październik 1987 w Gdańsku. Na uniwersytecie był jednak w nocy nalot SB, podczas którego zarekwirowano część aparatury, uniemożliwiając realizację projektu. Dodatkowo po powrocie z Gdańska astronom został zatrzymany przez SB. Znaleziono przy nim podziemne gazetki oraz dyskietkę ze schematem aparatury nadawczej. Dyskietka była jednak tak dużą nowością, że przeszukujący naukowca funkcjonariusz nie wiedział, do czego ona służy. Dzięki temu nie została zarekwirowana, jednak astronomowie zrezygnowali z projektu, uznając go za zbyt ryzykowny.

## Sposób działania
Typowe nadajniki podziemia nadawały tylko fonię i pracowały albo na fali, która nie była zajęta przez nadajniki rządowe albo w trybie zagłuszania stacji rządowej. Metody te mają różne wady i zalety. Telewizyjny nadajnik toruński łączył cechy różnych metod: nadawał z bardzo małą mocą, ale mimo tego był w stanie umieścić swój sygnał w kanale zajętym przez nadajnik telewizyjny dużej mocy. Sygnał nadajnika rządowego był odbierany przez telewizor, z którego były przekazywane do komputera sygnały synchronizacji pionowej i poziomej. Po impulsie synchronizacji poziomej komputer wysyłał kolejną linię obrazu, który miał zapisany w pamięci. Ten sygnał włączał i wyłączał nadajnik konspiracyjny poprzez bardzo szybki dwustanowy modulator. Widzowie odbierali zarówno oryginalny sygnał z nadajnika rządowego, jak też dodatkowy sygnał z nadajnika konspiracyjnego i mogli obserwować stałe różnice jasności obrazu na tle nadawanego filmu. Metoda ta ma ograniczenia. Widz niebędący na osi nadajnik rządowy – nadajnik konspiracyjny widział te same napisy przesunięte w prawo (bo opóźnione w stosunku do położenia na osi). Przy dużym kącie odchylenia część napisów mogła zniknąć za prawą krawędzią obrazu, a być może również zakłócić sygnały synchronizacji.